# Барилівщина
Бари́лівщина —  село в Україні, у Хорольській міській громаді Лубенського району Полтавської області. Населення становить 6 осіб. До 2020 орган місцевого самоврядування — Ялосовецька сільська рада.

## Географія
Село Барилівщина примикає до села Орликівщина.

## Історія
12 червня 2020 року, відповідно до розпорядження Кабінету Міністрів України № 721-р «Про визначення адміністративних центрів та затвердження територій територіальних громад Полтавської області», село увійшло до складу Хорольської міської громади..
19 липня 2020 року, в результаті адміністративно - територіальної реформи та ліквідації Хорольського району, село увійшло до складу новоутвореного Лубенського району.